# 上官婉儿 (1998年电视剧)
《上官婉儿》是一部以唐代女性人物上官婉儿为原型改编的古装历史连续剧。本剧由凤凰卫视有限公司于1998年6月在中国大陆开机拍摄，中国国际电视总公司、海润国际广告公司亦参与拍摄，1998年12月正式出品。

## 概述
本剧为表现上官婉儿完美的形象，虚构了大量剧情，与历史并不相符。不过剧中演员的表现依然出色，阮丹宁为使人物形象更符合唐朝美人的丰腴形象，不惜增肥以达到效果。剧中的上官婉儿更是美丽端庄、精明干练，本剧演绎了她和武则天之间复杂的情感、和太子李贤的倾心之恋，也描述了她在波澜诡异的政坛中的沉沉浮浮，最终走完这一生。

## 剧情
少阳风月（1-15集）
宰相上官仪获罪被杀，其孙女上官婉儿随母亲入掖庭为奴，婉儿长大后姿色美丽，聪颖过人，与太子李贤痴心相恋。李贤胸怀大志，连前来复仇的日本武士世家的高岛信也被其征服，然而朝堂上一山不容二虎，李贤败给了他的母亲武则天，被贬巴州。临走前，李贤与婉儿约定，让她尽力保护李氏宗亲。婉儿深得武则天重用，她发现宰相裴炎就是十多年前出卖祖父的小人，现在他又以一已私利逼死李贤，私通叛军。气愤难耐的婉儿与一心想夺权的武承嗣合作，终于让裴炎的罪行大白于天下。而此时武则天也扫清了反对她的势力，即将登基为帝。
后宫风云（16-30集）
武则天称帝后，武承嗣、武三思等人为争夺皇太子之位，利用来俊臣诬蔑陷害皇嗣李旦及忠于唐室的大臣。婉儿与狄仁杰等老臣合作，保护了皇嗣，除掉了来俊臣。武承嗣派人刺杀婉儿不成后又设计陷害，太平公主的驸马薛绍主动牺牲自己保护了婉儿，但武承嗣并不甘心，他又布下圈套，挑拨太平公主去杀婉儿，婉儿不得不避祸离开，趁此机会，婉儿与张柬之谋划迎回庐陵王李哲。在高岛信一行人的保护下，李哲终于回宫，李唐天下亦得到恢复，婉儿也成为他的昭容。但韦皇后阴谋做第二个武则天，风云又起，平定变乱后，国家终于安定，但婉儿也不知下落……

## 主创
- 导演：龚艺群
- 总顾问：刘长乐
- 总监制：李培森
- 出品人：崔强、崔屹平、刘燕铭
- 监制：马润生、邱志军、张海波
- 策划：方天民、杨家强、延艺云
- 制片人：曾日华
- 执行制片人：王遒
- 编剧：宁业高、宁业龙、宁耘
- 改编：方天民
- 美术设计：郑希志、赵立新、马跃千
- 作曲：傅章
- 化妆设计：张兴华、赵玉英
- 服装设计：李凤鸣
- 道具设计：冯其孝
- 布景设计：高啊马
- 照明设计：李金星、高世才、赵忠友
- 制片副主任：曲成根、王宁
- 剧务主任：姚素芬、时东鸣、刘晖
- 摄像：杜小四、王卫东
- 执行导演：刘国楠、王郝英
- 配音导演：卢吉兰
- 制片主任：郑绥绪

## 演员
- 阮丹宁 饰 上官婉儿
- 张　青 饰 武则天
- 孙　杨 饰 太平公主
- 黄海冰 饰 李　贤
- 姬晨牧 饰 李　哲
- 陆诗雨 饰 李　旦
- 耿　咏 饰 韦皇后
- 樊志启 饰 裴　炎
- 谭建昌 饰 高岛信

## 音乐
- 片头曲：《人世间》
  - 作词：高守信 作曲：傅章 演唱：屠梅华
- 片尾曲：《梦醒》
  - 作词：高守信 作曲：傅章 演唱：李红
- 插曲：《同心结》
  - 作词：高守信 作曲：傅章 演唱：肖婵娟
- 插曲：《同是天涯沦落人》
  - 作词：高守信 作曲：傅章 演唱：屠梅华

## 播出
| 中国四川卫视《百姓剧场》 晚间黄金时段 | 中国四川卫视《百姓剧场》 晚间黄金时段 | 中国四川卫视《百姓剧场》 晚间黄金时段 |
| ------------------------------------- | ------------------------------------- | ------------------------------------- |
|                                       | 上官婉儿 （2000.03.11 － 2000.03）    |                                       |
| —                                     | —                                     |                                       |